# PEBKAC
PEBKAC är en akronym för "Problem Exists Between Keyboard And Chair" vilket är en skämtsam beskrivning av användaren som orsaken till problem som uppkommer vid datoranvändande. Liknande beskrivningar är PICNIC och ID10T. 
En svensk motsvarighet är skit bakom tangentbordet eller skit bakom spakarna (SBS-problem).